# Fototoxicitet

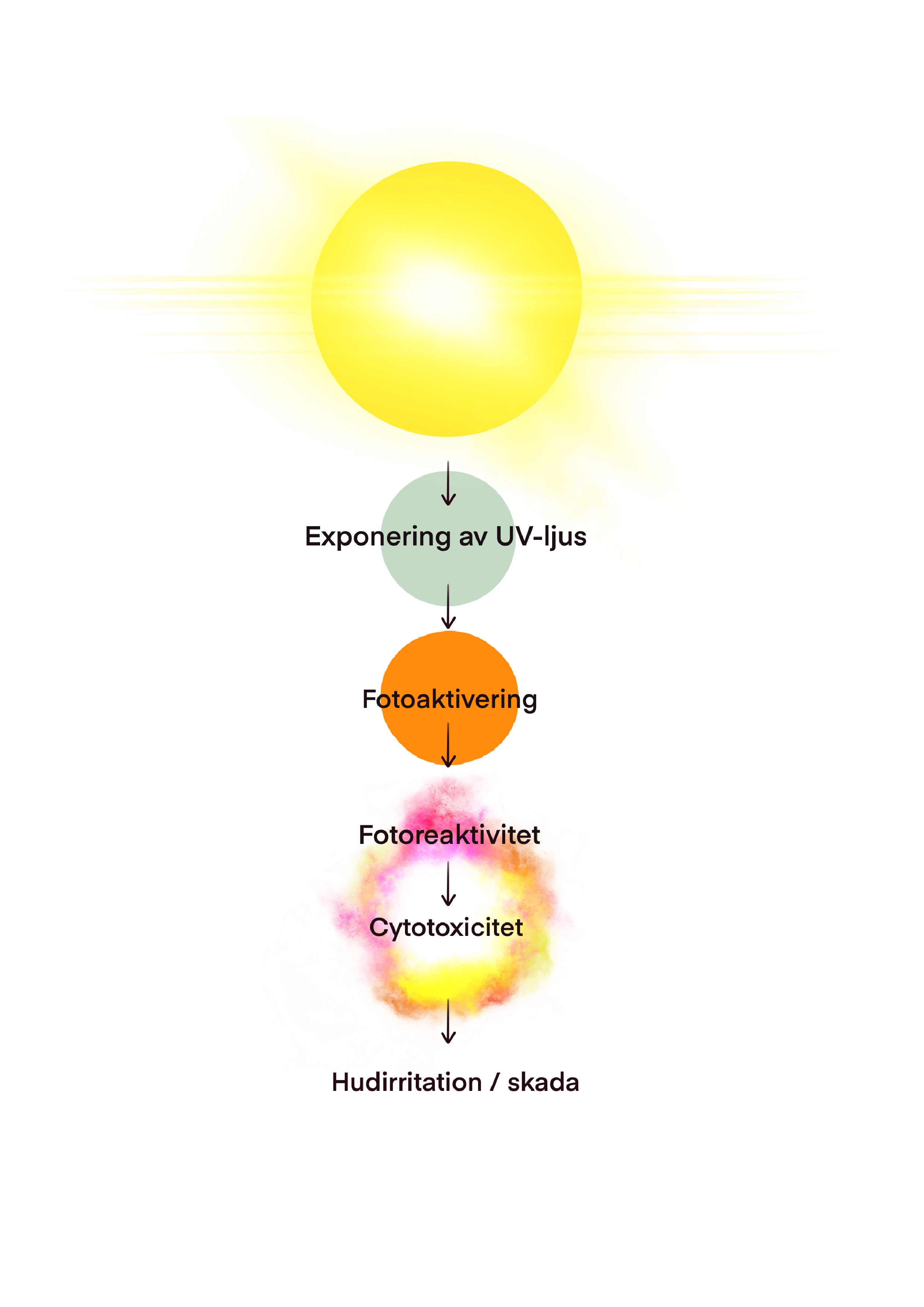
Fototoxicitet uppkommer när fotoreaktiva ämnen aktiveras av UV-ljus. I exemplet ovan visas hur en fototoxisk substans exponeras för UV-ljus. Exponeringen aktiverar en fotoreaktion vilket skapar reaktiva föreningar som orsakar cellskador som ger hudirritation.

Fototoxicitet är cellskador som uppkommer efter kontakt med vissa växter eller ämnen följt av exponering för solljus. De vanligaste fototoxiska ämnena är furanokumariner med grundstommen psoralen. Även läkemedel och kosmetika kan orsaka fototoxiska reaktioner.
Effekterna av en fototoxisk reaktion är sällan omedelbara. Det kan dröja flera timmar eller upp till dagar innan cellskadan uppkommer vilket gör att det kan vara svårt att se orsakssambandet om man inte känner till fenomenet.

## Mekanism
Vissa växter nyttjar fototoxicitet som en försvarsmekanism mot angrepp av mikroorganismer och insekter genom att syntetisera furanokumariner. Inom växtodling har furanokumariner utvunnits ur växter för att användas som ett naturligt, antimikrobiellt medel. När ett ämne med fototoxiska egenskaper exponeras för solljus leder det till en molekylär reaktion som orsakar cellskada.  Det är bara de ultravioletta våglängderna i naturligt solljus (290-700 nu) som kan orsaka fototoxicitet.
Det finns två olika mekanismer bakom fototoxiska reaktioner där första fallet beror på att ett instabilt ämne med fototoxiska egenskaper reagerar med kroppsegna molekyler. I det andra fallet aktiveras det fototoxiska ämnet och reagerar direkt med DNA eller andra kroppsegna molekyler.

### Skador på människor och djur

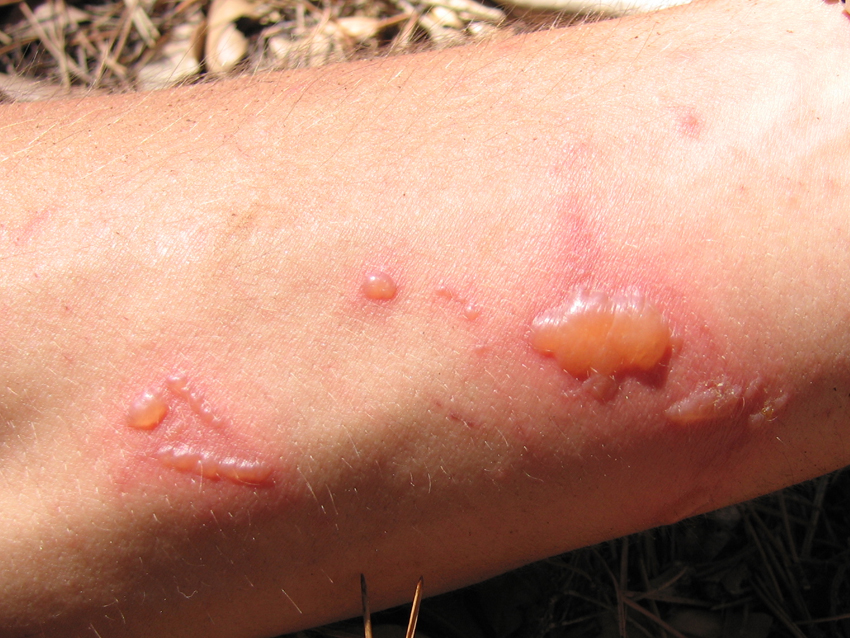
Fototoxisk reaktion från vinruta (Ruta graveolens).

Vävnadsskadan kan uppstå på ett begränsat område eller hela hudkostymen. När skada uppkommer på ett specifikt område beror det på direktkontakt mellan huden och det fototoxiska ämnet. Den fototoxiska reaktionen avstannar förhållandevis snabbt efter direktkontakten eftersom det fotoaktiverade ämnet är mycket reaktivt. Därför begränsas vävnadsskadorna till det exponerade området.
Uppstår reaktionen på spridda delar av kroppen beror det på att ämnet cirkulerar i blodet, vanligen efter oralt eller intravenöst intag av läkemedel.

## Fototoxicitet och fotoallergi
Fototoxicitet beskrevs först på 1940-talet, då synonymt med fotoallergi. Fototoxicitet och fotoallergi nämns ofta tillsammans. Idag särskiljs fenomenen och det både finns likheter och skillnader (se tabell 1). Det mest utmärkande är att fototoxicitet inte skapar någon reaktion hos immunförsvaret då det inte är en allergisk reaktion.

### Tabell 1: Jämförelse av fototoxicitet och fotoallergi[1]
|                                           | Fototoxicitet                                            | Fotoallergi                                                                   |  |
| ----------------------------------------- | -------------------------------------------------------- | ----------------------------------------------------------------------------- |  |
| Överkänslighet mot verksamt ämne          | Ingen överkänslighet krävs för att reaktion ska uppkomma | Överkänslighet mot ämnet krävs för att en reaktion ska uppkomma               |  |
| Fördröjning mellan exponering och symptom | Från ett par timmar upp till några dagar                 | Från ett par timmar upp till några dagar                                      |  |
| Dosberoende                               | Reaktionens omfattning behöver inte vara dosberoende     | Rektionen är dosberoende, ökad exponering av ämnet förstärker ofta reaktionen |  |
| Typisk histologi                          | Irreparabla cellskador som kan likna solskador           | Eksem, hudblåsor och klåda                                                    |  |

## Furanokumariner hos växter

Strukturformel av psoralen.

Fototoxiska ämnen i gruppen furanokumariner är cykliska kolföreningar som absorberar ljus och fluorescerar i blått/gult om de bestrålas med långvågigt UV-ljus (320-380 nm). Furanokumariner kallas ibland för psoralener efter ämnet psoralen. Psoralen kan betraktas som en slags grundstomme där olika sidokedjor ger upphov till olika isomerer av furanokumariner som bergapten, xanthotoxin och isopimpinellin.
Innehållet av furanokumariner i växter kan variera inom samma växtart, bland annat beroende på temperatur, odlingsförhållande, mognadsgrad, och förvaringssätt. Stressfaktorer som t.ex. hög temperatur eller angrepp på plantan har visat sig orsaka ett högre innehåll av furanokumariner.

### Furanokumarinrika växtarter
Flertalet arter inom flockblommiga växter (Apiaceae), vinruteväxter (Rutaceae), mullbärsväxter (Moraceae), ranunkelväxter (Ranunculaceae), måreväxter (Rubiaceae), korsblommiga växter (Cruciferae) och ärtväxter (Fabaceae) kan syntetisera furanokumariner. Framförallt växter tillhörande vinruteväxter (Rutaceae) och flockblommiga växter (Apiaceae) har ett rikt innehåll av furanokumariner.
Till vinruteväxter hör bland annat vinruta (Ruta graveolens), grapefrukt (Citrus × aurantium paradisi-gruppen), citron (Citrus × limon) och lime (Citrus × aurantiifolia). Till de flockblommiga växterna hör bland annat morot (Daucus carota sativus), persilja (Petroselinum crispum), palsternacka (Pastinaca sativa), selleri (Apium graveolens) och jätteloka (Heracleum mantegazzianum).

### Jättelokan (Heracleum mantegazzium)

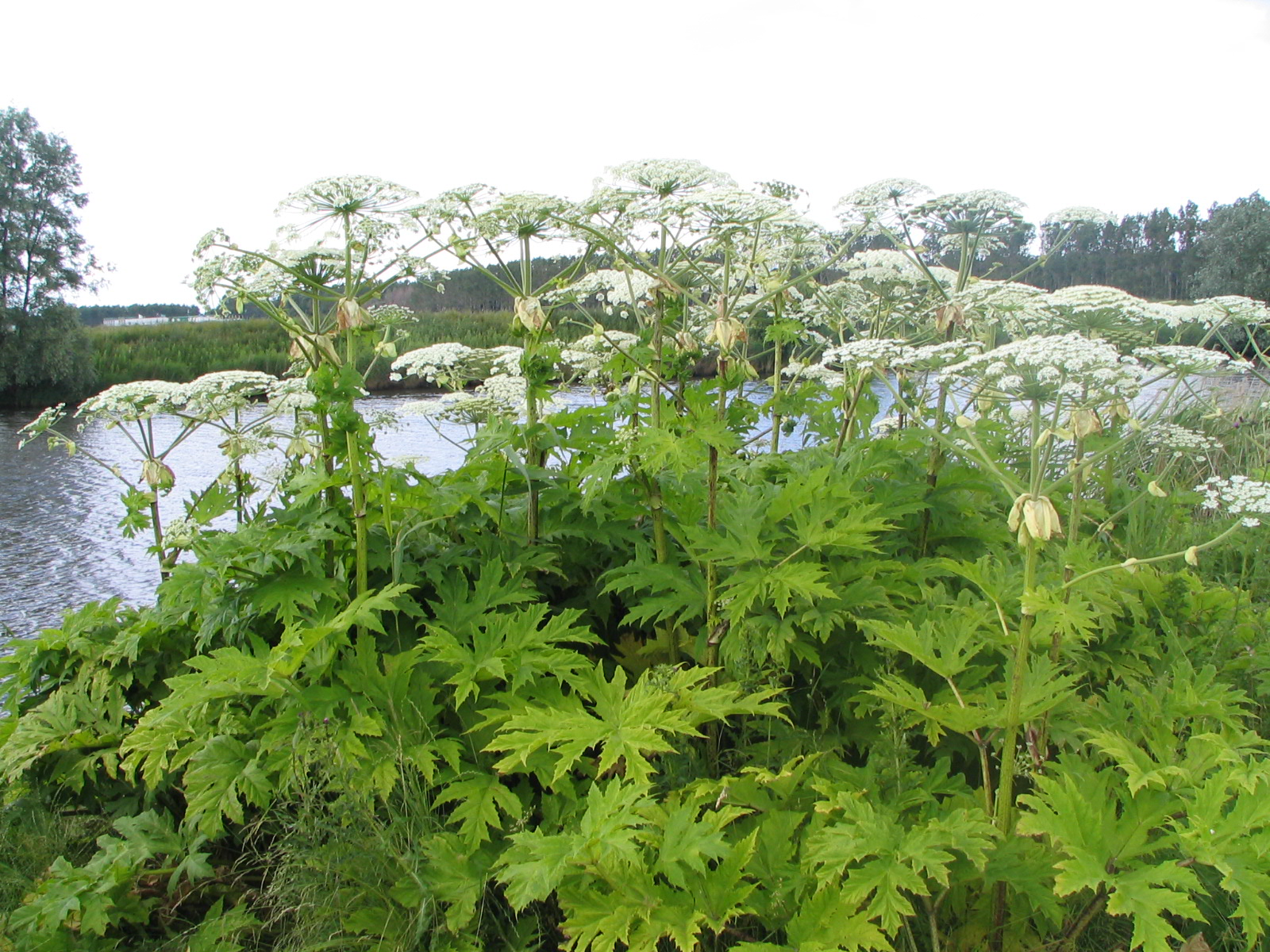
Jätteloka (Heracleum mantegazzium).

Jättelokan (tidigare även kallad jättebjörnloka) är en växt som har rapporterats om i samband med fototoxiska reaktioner. Jättelokan kommer ursprungligen från västra Kaukasus och introducerades som trädgårdsväxt i Sverige. Jättelokan har stor spridning i Sverige och är listad av EU som invasiv art, vilket betyder att det är förbjudet att importera, sälja, odla, transportera, använda, byta eller sätta ut i naturen. Den bekämpas lokalt genom att kontinuerligt ta bort fröställningar under flera år till dess att fröbanken i jorden blivit utarmad. Vissa kommuner uppger att man ska rapportera in om man upptäcker jätteloka i närområdet. Jättelokan trivs i näringsrika jordar med tillgång till vatten såsom vägkanter och ängsmarker.
Analyser har visat att koncentrationen av furanokumariner är som högst i jättelokans frukt, måttlig i bladen och minimal i stammen. Det går även att urskilja en förändring under växtsäsongen med högst koncentration i juni och minimalt i november. Jättelokan förökar sig genom fröspridning och kan självpollinera, blomningen sker mellan juli och september.

## Läkemedel, hudprodukter och kosmetika
Fototoxiska ämnen förekommer dels i läkemedel och dels i hudprodukter och kosmetika som appliceras på huden. För att kontrollera och utvärdera om ett ämne har fototoxiska egenskaper finns olika mätmetoder.
Exempel på läkemedel med fototoxiska egenskaper är tex antibiotika (kinoloner, tetracykliner, sulfonamider), malariamedel (kinin, klorokin), antihistaminer, läkemedel mot cancer (5-fluorouracil, vinblastin, vemurafenib, dakarbazin), hjärtläkemedel (amiodaron, nifedipin, kinidin, diltiazem), antiinflammatoriska läkemedel (naproxen, piroxikam, diklofenak, celecoxib, ketoprofen), psykiatriska läkemedel (fenotiaziner, tricykliska antidepressiva medel, imipramin), diuretika (furosemid, tiazider, hydroklortiazid), antidiabetika (sulfonureid, glyburid).